# Parafia św. Teresy od Dzieciątka Jezus w Rokitnie
Parafia św. Teresy od Dzieciątka Jezus w Rokitnie – parafia rzymskokatolicka w Rokitnie, należy do dekanatu Równe w diecezji łuckiej.

## Duszpasterze

### Proboszcz
- ks. Marek Książa - od 1997 do 1999

### Wikariusz
- Ks. Andrzej Walczuk SAC - od 2006